# Zweiter Geldrischer Erbfolgekrieg
Im Zweiten Geldrischen Erbfolgekrieg von 1423 bis 1444 wurde um das Erbe für das Herzogtum Geldern gestritten. Nach dem Tod des letzten Herzogs im Doppelherzogtum Jülich-Geldern war kein legitimer männlicher Erbe vorhanden. Während als Nachfolger für das Herzogtum Jülich ohne größere Probleme Herzog Adolf von Jülich-Berg die Herrschaft übernehmen konnte, war eine derartige Lösung im Herzogtum Geldern ohne kriegerische Auseinandersetzungen nicht möglich.

## Vorgeschichte
Als der kinderlose Herzog Rainald von Jülich-Geldern 1423 starb, war kein männlicher Erbe aus der Hauptlinie des Adelshauses Jülich-Heimbach vorhanden. Sofort nach dem Tod des Herzogs erhoben Mitglieder aus den Nebenlinien der Jülicher, dem Adelshaus „von Berg-Ravensberg“, wie auch aus einer weiteren Nebenlinie „von Jülich-Arkel“/„von Egmond“ Ansprüche auf die Nachfolge.
Da den Ständen in Geldern vom Vater Johann von Egmond im Namen seines Sohnes Arnold von Egmond für die Anerkennung als Herzog weitgehende Zugeständnisse für die Mitsprache bei der Verwaltung des Herzogtums gemacht worden waren, wurde Arnold  am 8. Juli 1423 in Nimwegen zum neuen Herzog gewählt.

## Parteien
Adolf von Berg-Ravensberg war 1423 amtierender Herzog im Herzogtum Berg-Ravensberg und stammte aus einer Nebenlinie des Jülicher Adelsgeschlecht. Adolf war der Enkel von Gerhard von Jülich, der über seine Ehefrau Margarete von Ravensberg-Berg 1346 die Grafschaft Ravensberg und 1348 die Grafschaft Berg geerbt hatte. Gerhard stammte aus dem Adelshaus Jülich-Heimbach und war Begründer des neuen Adelshauses „Berg-Ravensberg“. Da Adolfs Ansprüche auf Jülich schnell anerkannt wurden, wurde er ab 1423 erster „Herzog von Jülich-Berg“, der beide Herzogtümer vereinigte.

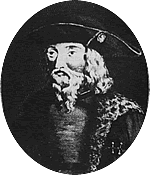
Arnold von Egmond

Die Erbansprüche der zweiten Partei, die ebenfalls mit dem Adelshaus „Jülich“ verwandt war, bezog sich auf die Schwester des letzten amtierenden Herzogs von Jülich-Geldern Rainald von Jülich-Geldern Johanna von Jülich. Diese hatte Johann von Arkel geheiratet und die gemeinsame Tochter Maria war mit Johann von Egmond verheiratet. Letzterer war der Vater des 1410 geborenen Arnold von Egmond. Da Arnold bei seiner Wahl erst 13 Jahre alt war, führte sein Vater Johann von Egmond als Vormund einige Jahre die Amtsgeschäfte im Herzogtum Geldern.

## Verlauf
Bereits nach der Wahl von Arnold von Egmond durch die Stände des Herzogtums 1423 zum Herzog von Geldern begannen mit dem Herzog von Jülich-Berg Auseinandersetzungen. Trotzdem erhielt am 15. August 1424 „Arnold von Egmond“ auch vom deutschen König Sigismund Geldern einschließlich der Grafschaft Zutphen zum Reichslehen. Bedingung dieser Erteilung des Lehens war die Zahlung von 14.000 Gulden. Diese Summe wurde jedoch nicht rechtzeitig beglichen. Deshalb wurde das Reichslehen Arnold von Egmond wieder entzogen und am 24. Mai 1425 nun an Herzog Adolf von Jülich-Berg vergeben. Arnold von Egmond war nicht bereit, diese Änderung zu akzeptieren und auf das Herzogtum Geldern zu verzichten. Auch die darauf folgende Verhängung einer Reichsacht durch den deutschen König änderte nichts an der Weigerung Arnolds. Da Adolf von Jülich-Berg auf seine vom König bestätigten Ansprüche ebenfalls nicht verzichten wollte, kam es zum „Zweiten Geldrischen Erbfolgekrieg“, dessen erste Phase bis 1435 dauerte.
In den bereits vor der Vergabe des Reichslehen an „Jülich-Berg“ begonnenen kriegerischen Handlungen wurden 1424 die geldrischen Orte Grefrath und Viersen erobert und zerstört. In den folgenden Jahren konnten beide Kontrahenten keine entscheidenden Vorteile erreichen und es kam 1429 zu einem vierjährigen Waffenstillstand. Nach dessen Ende, Herzog von Egmond hatte nun die Unterstützung vom Herzog Adolf II. von Kleve, und Adolf von Jülich-Berg weiterhin die vom deutschen Kaiser und zusätzlich die von Graf Gerhard von der Mark, begannen 1433 wieder kriegerische Aktionen. Auch diese führten zu keinem Vorteil für eine der beiden Parteien. 1435 wurde auf Vermittlung des Herzogs Philipp III. von Burgund ein neuer Waffenstillstand bis Oktober 1436 abgeschlossen. Die Verhandlungen nach dessen Ende waren noch im Gange, als Herzog Adolf von Jülich-Berg am 14. Juli 1437 starb.
Mit dem Tod Adolfs von Jülich-Berg war der Konflikt um Geldern nicht beendet. Der Nachfolger von Adolf, dessen Sohn Herzog Gerhard von Jülich-Berg, erhob weiterhin Anspruch auf das Herzogtum Geldern. Es kam Anfang der 1440er Jahre zu erneuten kriegerischen Aktionen. Als 1444 Herzog Arnold von Egmond mit seinen Truppen in Jülich-Berg einfiel, wurde er in der Schlacht bei Linnich geschlagen. Im folgenden Friedensschluss wurde die Besitzverhältnisse für Geldern und Jülich-Berg den jeweiligen Herzögen zugesichert. Trotz seines Sieges verzichtete Herzog Gerhard auf die Durchsetzung seines Erbanspruchs für das Herzogtum Geldern. Im Gegenzug verzichtete auch der Bruder Arnolds, Wilhelm von Egmond, auf die erblichen Besitzansprüche des Adelshauses „von Egmond“ auf das Herzogtum Jülich. Damit war auch die zweite Phase der kriegerischen Erbauseinandersetzung um Geldern beendet. Der formale Schlussstrich wurde 1473 gezogen, als Burgund für die Erbansprüche Jülich-Bergs auf Geldern 80.000 Gulden zahlte. Allerdings erhob Karl von Egmond nach 1492 abermals Ansprüche auf die Erbschaft des Herzogtums Jülich. Im Vertrag zu Herkenbosch am 20. Juni 1499 mit Herzog Wilhelm IV. von Jülich-Berg wurde dieser erneute Streit ebenfalls beendet.

## Folgen

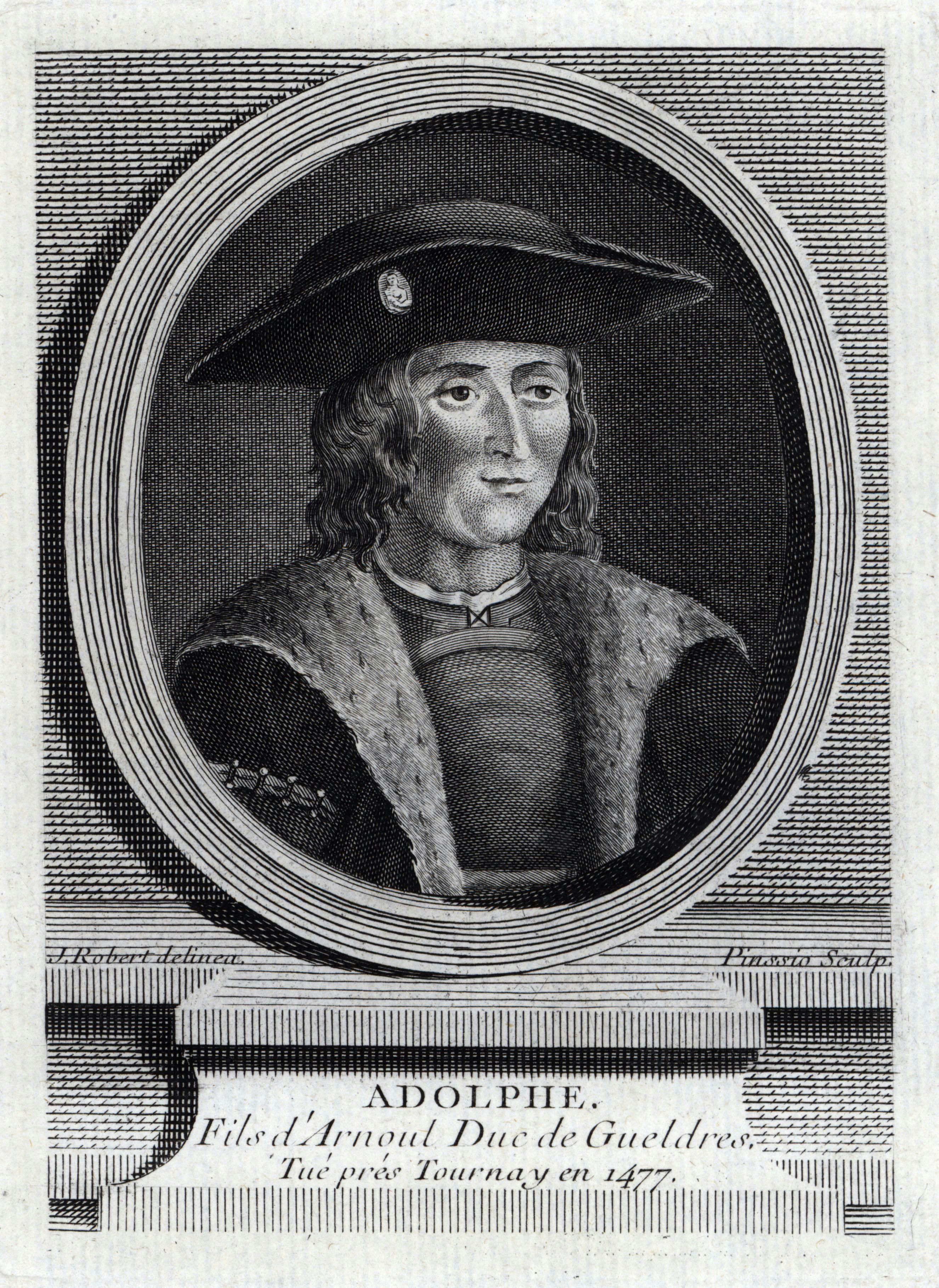
Adolf von Egmond; Kupferstich von
Sébastien Pinssio

Formal waren die Erbansprüche vom Adelshaus Jülich-Berg-Ravensberg auf das Herzogtum Geldern spätestens 1473 mit dem Kauf der Ansprüche durch Karl den Kühnen von Burgund erledigt. Allerdings wurden besonders durch die Anlehnungen Arnolds wie auch Adolfs von Egmond an das Herzogtum Burgund über Philipp III. von Burgund und dann später Karl den Kühnen sowohl der König von Frankreich als auch der Kaiser zeitweise in diese Auseinandersetzungen hineingezogen. Da weiterhin die Stände in Geldern eine Beteiligung an den politischen Entscheidungen im Herzogtum durchzusetzen vermochten, waren gleichsam die Grundlagen für zukünftige Auseinandersetzungen um die politische Entwicklung und der territorialen Zugehörigkeit vom Herzogtum Geldern geschaffen worden.
Nach Herzog Arnold von Egmond, der bereits ab 1465 vorzeitig und gewaltsam von seinem Sohn Adolf von Egmond als amtierender Herzog abgelöst wurde, war das Herzogtum Geldern beständig in weitere Auseinandersetzungen verwickelt. Ab 1473 erfolgte die Übernahme  mit der Eroberung des Herzogtums durch den burgundischen Herrscher Karl den Kühnen. Dieser wurde nun Herzog von Geldern, übertrug aber die Verwaltung einem Statthalter. Nach dem Tod Karls des Kühnen am 5. Januar 1477 versuchte abermals Adolf von Egmond Geldern zu übernehmen. Nach dessen raschen Tod am 27. Juni 1477 übernahmen weitere Statthalter in Geldern die Verwaltung, die ab den 1480er Jahren für die Habsburger (Kaiser Friedrich III. und Maximilian I.) tätig waren.
Ab 1492 konnte der Sohn Adolfs von Egmond mit Hilfe der Stände in Geldern als Herzog Karl von Egmond die Zeitperiode der Statthalter im Herzogtum Geldern beenden. Aber auch Karl von Egmond war bis zu seinem Tod ohne längere Unterbrechungen ständig in Fehden mit den Habsburgern verwickelt, die durch Übernahme der Herzogtümer Burgund und Geldern ihre Hausmacht in diesem Teil des Reiches vergrößern wollten. Begünstigt wurde dieses Bestreben durch den frühen Tod Karls des Kühnen, der den Habsburgern über das Erbe von Burgund die Möglichkeit der Aneignung Gelderns eröffnete. Dies führte schließlich zum späteren Dritten Geldrischen Erbfolgekrieg und letztendlich zur Auflösung des eigenständigen Herzogtums Geldern, die Mitte des 16. Jahrhunderts erfolgen sollte.